# Ернст Мария фон Лимбург-Щирум
Ернст Мария Йохан Непомук Кристиан Ото Карл Вилхелм фон Лимбург-Щирум (на немски: Ernst Maria Johann Nepomuk Christian Otto Karl Wilhelm Graf von Limburg Stirum) е граф на Лимбург-Щирум, господар на Оберщайн (1794 – 1806).

## Биография
Роден е на 16 март 1736 година в дворец Щирум при Мюлхайм ан дер Рур. Той е по-малкият син на граф Кристиан Ото фон Лимбург-Щирум (1664 – 1709) и третата му съпруга принцеса Каролина Юлиана София фон Хоенлое-Валденбург-Шилингсфюрст (1705 – 1758), дъщеря на княз Филип Ернст фон Хоенлое-Валденбург-Шилингсфюрст (1663 – 1759) и графиня Франциска Барбара цу Велц-Вилмерсдорф-Еберщайн (1660 – 1718).
Ернст Мария наследава през 1794 г. Оберщайн след смъртта на по-големия си брат Филип Фердинанд фон Лимбург-Щирум (1734 – 1794). Същата година господството Оберщайн отива на революционна Франция. За тази загуба му са обещани през 1803 г. от Германската медиатизация 12 000 флорина годишна рента, плащана от Херцогство Вюртемберг. Чрез създаването на Рейнския съюз на 12 юли 1806 г. завършва господството на Ернст Мария над Щирум.
Ернст Мария умира на 23 март 1809 година по пътя за Франкфурт на Майн, където той иска да се ожени за своята снаха Мария Маргарета фон Хумбрахт (* 15 ноември 1755; † 31 март 1827, Франкфурт). Тя наследява от зет си собственостите в бившото господство Щирум.

## Фамилия
Ернст Мария се жени на 6 май 1783 г. в дворец Щирум за София Шарлота фон Хумбрахт (* 10 януари 1762; † 10 март 1805 в дворец Щирум при Мюлхайм ан дер Рур на 43 години), дъщеря на Фридрих Максимилиан фон Хумбрахт (1689 – 1764) и Клара Кьониг (1729 – 1801). Бракът е бездетен.